# デモス・シャカリアン
デモス・シャカリアン（Demos Shakarian、1913年 - 1993年）は、アルメニア系アメリカ人のクリスチャン実業家。フルゴスペル・ビジネスメンズ・フェローシップ・インターナショナル（FGBMFI ）の創立者。

## アルメニア人大虐殺
彼の一家はアルメニア使徒教会（アルメニア正教）の信徒が多いアルメニアで数少ない長老派教会の信徒であった。1855年、正教徒の少年預言者がアルメニアを言いがたい悲劇が襲うと預言したため、彼の祖父はアメリカに渡り、トルコによるアルメニア人大虐殺を逃れた。彼はその祖父にちなんで名付けられた。

## ロサンゼルス
アズサ・ストリート・リバイバルの数年前から、アルメニアの聖霊派クリスチャンの大きな交わりがロサンゼルスに存在した。
シャカリアン家は酪農で成功し大牧場を経営していたが、穀物価格の暴落に見舞われた。そのとき神の声を聞いた実業家が製粉工場を買い取ってくれたため、危機を脱することができたという。

## フルゴスペル・ビジネスメンズ・フェローシップ・インターナショナル
イエス・キリストの再臨前に神の霊がすべての人に注がれる というビジョンが与えられた。福音伝道と祈祷のための交わりから、フルゴスペル・ビジネスメンズ・フェローシップ・インターナショナルが始まった。
FGBMFI は現在132ヶ国に支部がある。機関誌「ヴォイス（Voice）」を発行している。また毎週400万人がFGBMFIのテレビ放送を視聴している。